# Bildnis eines Königs beim Opfern

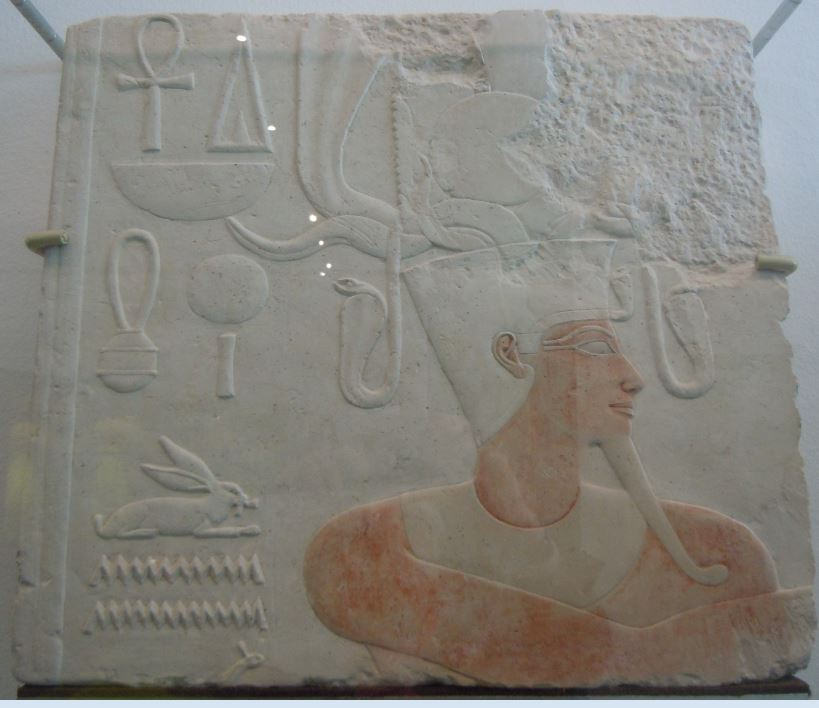
Bildnis eines Königs beim Opfern

Das Bildnis eines Königs beim Opfern ist ein Kalksteinrelief aus dem Neuen Reich, das einen König beim Opfern zeigt. Es gehört zur ägyptischen Sammlung des Roemer- und Pelizaeus-Museum Hildesheim.
Mit großer Wahrscheinlichkeit handelt es sich bei dem dargestellten König (Pharao) um Thutmosis I., was jedoch nicht mit absoluter Sicherheit nachweisbar ist. Thutmosis I. war der Vater der Königin Hatschepsut. Sie übernahm anstelle ihres Stiefsohns Thutmosis III. für etwa 15 Jahre die Herrschaft von Ober- und Unterägypten. Während dieser Zeit erreichten Relief und Rundplastik im Neuen Reich ihren ersten Höhepunkt. Verhältnismäßig stabile außen- und innenpolitische Verhältnisse sicherten den Aufstieg der höfischen Kunst sowie die erfolgreiche Durchführung einer friedlichen Expedition in das Weihrauchland Punt, aus dem Gold, Elfenbein und andere kostbare Produkte nach Ägypten gebracht wurden.

## Fundort und Datierung
Das besonders fein gearbeitete Relief stammt aus dem Terrassentempel der Hatschepsut in der Deir el-Bahari in Theben-West, einer Tempelanlage aus dem Neuen Reich. Auf der obersten der drei Terrassen befinden sich mehrere Kapellen, von denen eine dem Vater der Königin, Thutmosis I., geweiht war. Aus der Vorderwand dieser Kapelle stammt höchstwahrscheinlich dieses Relief, welches um 1470 v. Chr. datiert wird.

## Darstellung
Das Relief hat die Maße Höhe 41 cm, Breite 46 cm, Tiefe 10 cm. Dem Bildprogramm der Tempelwände dieser Zeit entsprechend ist auf dem Relief ein König dargestellt, der vor einem nicht mehr sichtbaren Gott eine Opferhandlung vollzieht. Das Opfer des Königs, der auch als oberster Priester fungierte, diente der Erhaltung des Weltenlaufs. Der König trägt die Atefkrone, die sich aus Widdergehörn, Kuhhörnern, zwei Straußenfedern, Sonnenscheibe und Uräen zusammensetzt – ein Symbol des vereinten Ägyptens. Die von einem dünnen scharfen Grat umrandeten Lippen formen einen jugendlichen Mund. Über der Stirn erhebt sich eine weitere Uräusschlange. Das leicht mandelförmige Auge setzt sich in einem plastischen Schminkstrich fort. Dargestellt ist ein jugendliches Antlitz.
Die sehr plastisch gearbeiteten Hieroglyphen links vom Bildnis des Königs sind Teil eines formelhaften Segenspruchs, der auf Grund paralleler Texte ergänzt werden kann: „(Der König von Ober- und Unterägypten NN), mit jeglichem Leben versehen wie Re, er wird sein (der erste unter den Kas aller Lebenden, in dem erscheint als König von Ober- und Unterägypten auf dem Thron des Geb wie Re)“.